# Paracorsia repandalis
Paracorsia repandalis là một loài bướm đêm thuộc họ Crambidae. Chúng là loài duy nhất trong chi Paracorsia, chủ yếu được tìm thấy ở châu Âu, đôi khi cả ở vùng Trung Á.